# Aspassia Manos
Aspassia Manos (Atenes 1896 - Venècia 1972) Esposa del rei Alexandre I de Grècia (1919-1920) i Princesa de Grècia (1924-1972).
Nasqué a Atenes el 4 de setembre de 1896 filla primogènita de Maria Argyropoulos i del coronel Pere Manos, cavaller major del rei Constantí I de Grècia i membre d'una de les millors famílies de la noblesa grega. Es casà en secret amb el rei Alexandre I de Grècia, casament que fou rebutjat per la resta de la família reial grega que en aquells moments es trobava a l'exili. Alexandre I morí l'any 1920 a causa d'una mossegada de ximpanzé. Tingueren una filla pòstuma de nom Alexandra de Grècia.
L'any 1924 se li reconegué el títol de princesa de Grècia amb grau d'altesa reial. Amb la proclamació de la república l'any 1924 i fins a la restitució de la monarquia l'any 1935 fou l'únic membre de la família reial, juntament amb la seva filla, que visqué a Grècia. L'any 1941 emprengué l'exili a causa de l'ocupació alemanya, residint al Caire, a Ciutat del Cap i finalment a Londres. L'any 1946 s'instal·là a Venècia a una finca a l'illa de Giudecca on morí l'any 1972 després del casament del seu net Alexandre (II) de Iugoslàvia amb la princesa Maria Glòria d'Orleans-Bragança.